# Miguelitos

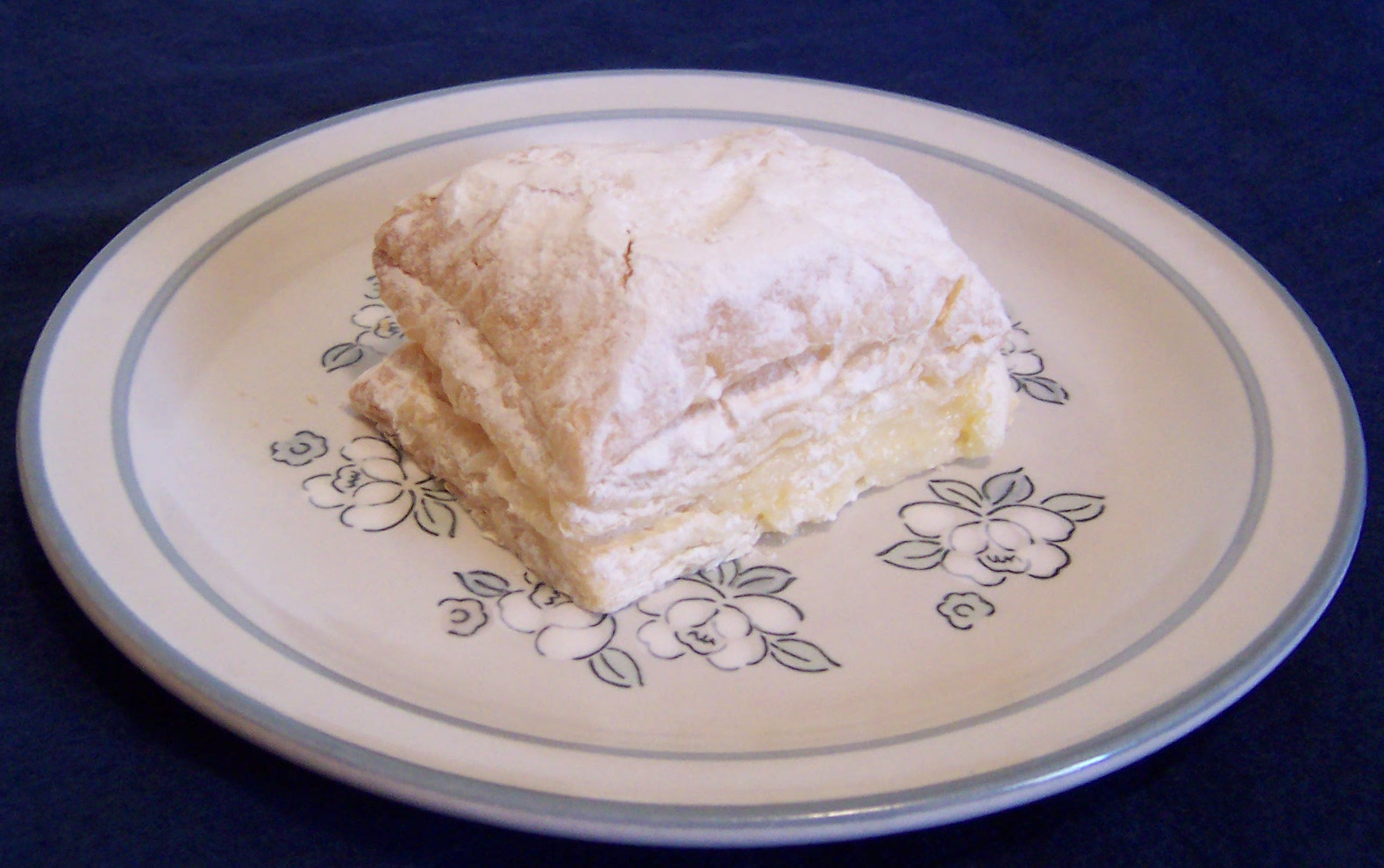

Miguelitos (de La Roda) sunt prăjituri tradiționale din La Roda, orășel în provincia
Albacete și regiunea Castilia-La Mancha, Spania. Sunt preparate din aluat franțuzesc, cremă iar pe deasupra se presară zahăr pudră. În timpul târgului de la Albacete se vând mii de asemenea prăjituri care, de obicei se servesc cu cafea, vin de miere sau cidru.